# Torchwood Declassified
Torchwood Declassified est une série dérivée de Doctor Who et de Torchwood.
Il s'agit en fait du making-of de la série Torchwood.
Le principe est le même que pour Doctor Who Confidential. Chaque épisode explique l'envers du décor de l'épisode auquel il est lié. Les épisodes durent une dizaine de minutes en moyenne.
Retransmis juste après Torchwood sur la BBC Three, ils n'ont pas été diffusés dans les pays francophones.